# Bianchi Mediolanum
Pour les articles homonymes, voir Bianchi et Mediolanum (homonymie).
Le Bianchi Mediolanum était un camion de moyen tonnage fabriqué par le constructeur italien Bianchi SpA à partir du milieu des années 1930.
Ce camion moyen, baptisé « Mediolanum », nom latin de Milan, fut produit entre 1934 et 1939, en deux séries. 
Les exemplaires acquis par l'armée italienne servirent principalement en Afrique septentrionale italienne, où 200 camions Mediolanum furent envoyés dès 1938 pour des manœuvres. 
Sa conduite et son entretien furent jugés faciles, mais il gagna également l'approbation de ses utilisateurs par sa vitesse, sa faible consommation et son excellente adaptation au service dans le désert de Libye. 
Le « Mediolanum » fut décliné en plusieurs versions spéciales, et l'armée de l'air italienne le comptera aussi dans ses rangs. 
Une version améliorée, baptisée 68A, fut produite par la suite.
Au début du conflit, en 1939, sa fabrication fut interrompue au profit de celle du Bianchi Miles.
Il avait une autonomie de 270 km.

## Concurrence
- Fiat 666